# Amarillo (llúpol)

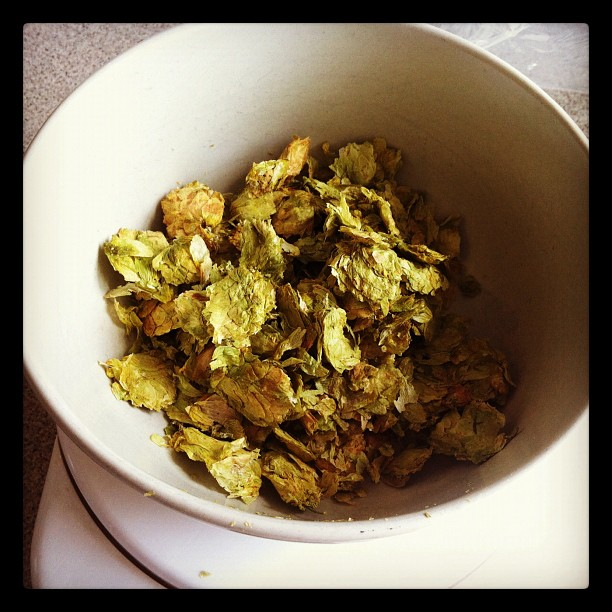
Plat d'amarillo.

Amarillo és una varietat d'aroma de llúpol designada com VGXP01 c.v. Va ser descoberta i patentada per Virgil Gamache Farms Inc en un dels seus camps de llúpol a l'estat de Washington. A diferència de la majoria de les varietats de llúpol, que poden ser adquirides i propagades per la compra de rizomes, el llúpol Amarillo es conreen de forma privada només per Virgil Gamache Granges, la qual també té una marca amb el nom d"Amarillo" pel llúpol.

## Característiques

### Cervesa
- L'aroma resultant és de força mitjana i molt diferent.[2]
- L'aroma es descriu com florit, picant i cítric amb un ram de taronja diferent.
- El salt és bo pel sabor i aroma.
- També es pot utilitzar per amargor eficaç a causa del baix contingut de cohumulona.

### Acids i Olis
| Propietat                                     | Varietat Americana  |
| --------------------------------------------- | ------------------- |
| Rendiment (Kg/Ha)                             | 1350–1800           |
| Àcids alpha (%)                               | 8 – 11.0            |
| Àcids beta (%)                                | 6 – 7.0             |
| Rati Alpha/Beta                               | 1.6                 |
| Cohumulone (% d'+acids alpha):                | 21 – 24             |
| Total Olis (Mls. per 100 grams llúpol mullat) | 1.5 - 1.9           |
| Myrcene (com a % del total d'olis)            | 68 – 70             |
| Caryophyllene (com a % del total d'olis)      | 2 - 4               |
| Humulene (com a % del total d'olis)           | 9 - 11              |
| Farnesene (com a % del total d'olis)          | 2 - 4               |
| Possibles suplents                            | Centennial, Cascade |

## Cerveses que utilitzen Amarillo
| - Knee Deep Brewing Hoparillo Triple IPA - Hangar 24 Craft Brewery Amarillo Pale Ale - Saxon Street Brewery Chef Bourque' Amarillo Cajun - Hopworks Urban Brewery IPX Single Hop Series: Amarillo - No-Li Brewhouse Skyrail Expo Series IPA - Switchback Roasted Red Ale - The Kernel Pale Ale Amarillo - New Republic Brewing Bellows - Brooklyner-Schneider Hopfen-Weisse - Duvel Tripel Hop edicions del 2007 & 2010 - Bewdley Brewery Jubilee Ale 2012 - (512) IPA, Austin, Texas - Guineu Riner | - Yazoo Pale Ale - Saltaire Amarillo Gold - Three Floyds Gumballhead - Smuttynose IPA - Dogfish Head 60 Minute IPA - Rogue Yellow Snow IPA - De Molen Amarillo - Kreativbrauerei Kehrwieder SHIPAA - Flying Monkeys Hoptical Illusion - Flying Monkeys The Matador Imperial IPA - Green Flash Hop Head Red Ale - Brewdog 77 Lager - James Squire Golden Ale - Ale Asylum Ballistic | - Magic Hat's Circus Boy - Mikkeller Single Hop Amarillo IPA - Oppigårds Amarillo - Just Outstanding IPA - Kern River Brewing Company - New Belgium Mighty Arrow - Founders Red's Rye Pale Ale - Deschutes Chasin' Freshies 2013 - Sir Taste-A-Lot (Brutal Brewing) - Fremont Brewing Company Summer Ale - Central City Brewing Company Red Racer IPA - Trillium Brewing Company Sleeper St IPA - Victory Art Brew Black Sails IPA - Garage Project Angry Peaches |